# 버밍엄어딩턴 (영국 의회 선거구)
버밍엄어딩턴 (Birmingham Erdington)은 영국 의회의 하원에서 지역을 대표하는 버밍엄시의 선거구이다. 2010년부터 노동당의 잭 드로미가 지역구 의원을 맡고 있다.

## 지역 정보
버밍엄시 북동부에 해당되는 지역구이다. 버밍엄시 그린벨트까지 뻩어 있으며 그레블리힐 교차로도 이곳에 있다. 지역구 대다수가 킹스탠딩 단지와 캐슬베일 같은 공영주택단지가 들어서 있다. 지역구 주민은 백인 노동계층이 주를 이르고 있으며, 빈곤층이 많고 공영 주택이 상당히 많다. 근로 연령대의 저소득 계층 성인 비중이 웨스트미들랜즈주 전체와 비교해 봤을 때에도 높은 편이다.
어딩턴 내 서튼콜드필드와 접하는 교외 지역은 개인주택이 많고 보수당 지지세가 강하다.
1974년 2월 총선부터 신설된 이래 노동당 국회의원만 배출되고 있다. 보수당 후보가 경합차를 줄였던 것은 대처 정권기였던 1979년과 1983년 총선이 유일하다.

## 구획
- 1918–1950년: 버밍엄 주급자치구 어딩턴노스, 어딩턴사우스, 워시우드히스, 애시턴 일부
- 1950–1955년: 버밍엄 주급자치구 브롬퍼드, 어딩턴, 그레블리힐
- 1974–1983년: 버밍엄 주급자치구 어딩턴, 그레블리힐, 스토클랜드그린
- 1983–1997년: 버밍엄시 어딩턴, 킹스베리, 스토클랜드그린
- 1997–2010년: 버밍엄시 어딩턴, 킹스베리 (2004년부터 티번으로 개명), 스토클랜드그린
- 2010년~: 버밍엄시 어딩턴, 킹스탠딩, 스토클랜드그린, 티번

## 역대 국회의원

### 1918~1955년
| 선거 | 선거   | 의원                | 정당        |
| ---- | ------ | ------------------- | ----------- |
|      | 1918년 | 아서 스틸메이틀랜드 | 보수당      |
|      | 1929년 | 찰스 사이먼스       | 노동당      |
|      | 1931년 | 존 얼스             | 보수당      |
|      | 1936년 | 존 라이트           | 보수당      |
|      | 1945년 | 줄리어스 실버맨     | 노동당      |
|      | 1955년 | 선거구 폐지         | 선거구 폐지 |

### 1974년~
| 선거 | 선거   | 의원            | 정당   |
| ---- | ------ | --------------- | ------ |
|      | 1974년 | 줄리어스 실버맨 | 노동당 |
|      | 1983년 | 로빈 코벳       | 노동당 |
|      | 2001년 | 시온 사이먼     | 노동당 |
|      | 2010년 | 잭 드로미       | 노동당 |

## 선거

### 2010년대
| 선거                                      | 선거 결과 | 선거 결과                                             | 후보          | 후보                     | 정당   | 득표   | %     | ±%    |
| ----------------------------------------- | --------- | ----------------------------------------------------- | ------------- | ------------------------ | ------ | ------ | ----- | ----- |
| 2019년 총선 투표수: 35,229 (53.3%) (-3.9) |           | 노동당 유지 과반 득표: 3,601 (10.2%) -9.4 -4.7% 선회  |               | 잭 드로미                | 노동당 | 17,720 | 50.3  | -7.7  |
| 2019년 총선 투표수: 35,229 (53.3%) (-3.9) |           | 노동당 유지 과반 득표: 3,601 (10.2%) -9.4 -4.7% 선회  | 로버트 올든   | 보수당                   | 14,119 | 40.1   | +1.7  |       |
| 2019년 총선 투표수: 35,229 (53.3%) (-3.9) |           | 노동당 유지 과반 득표: 3,601 (10.2%) -9.4 -4.7% 선회  | 웬디 가카즈   | 브렉시트당               | 1,441  | 4.1    | 신인  |       |
| 2019년 총선 투표수: 35,229 (53.3%) (-3.9) |           | 노동당 유지 과반 득표: 3,601 (10.2%) -9.4 -4.7% 선회  | 앤 홀텀       | 자유민주당               | 1,301  | 3.7    | +1.7  |       |
| 2019년 총선 투표수: 35,229 (53.3%) (-3.9) |           | 노동당 유지 과반 득표: 3,601 (10.2%) -9.4 -4.7% 선회  | 로브 그랜트   | 녹색당                   | 648    | 1.8    | +0.2  |       |
| 2017년 총선 투표수: 37,217 (57.2%) (+3.9) |           | 노동당 유지 과반 득표: 7,285 (19.6%) +4.8 +2.35% 선회 |               | 잭 드로미                | 노동당 | 21,571 | 58.0  | +12.4 |
| 2017년 총선 투표수: 37,217 (57.2%) (+3.9) |           | 노동당 유지 과반 득표: 7,285 (19.6%) +4.8 +2.35% 선회 | 로버트 올든   | 보수당                   | 14,286 | 38.4   | +7.6  |       |
| 2017년 총선 투표수: 37,217 (57.2%) (+3.9) |           | 노동당 유지 과반 득표: 7,285 (19.6%) +4.8 +2.35% 선회 | 앤 홀텀       | 자유민주당               | 750    | 2.0    | -0.8  |       |
| 2017년 총선 투표수: 37,217 (57.2%) (+3.9) |           | 노동당 유지 과반 득표: 7,285 (19.6%) +4.8 +2.35% 선회 | 제임스 로버트 | 녹색당                   | 610    | 1.6    | -1.1  |       |
| 2015년 총선 투표수: 34,684 (53.3%) (-0.2) |           | 노동당 유지 과반 득표: 5,129 (14.8%) +5.6             |               | 지셀라 스튜어트          | 노동당 | 15,824 | 45.6  | +3.8  |
| 2015년 총선 투표수: 34,684 (53.3%) (-0.2) |           | 노동당 유지 과반 득표: 5,129 (14.8%) +5.6             | 로버트 올든   | 보수당                   | 10,695 | 30.8   | -1.8  |       |
| 2015년 총선 투표수: 34,684 (53.3%) (-0.2) |           | 노동당 유지 과반 득표: 5,129 (14.8%) +5.6             | 앤드루 가카즈 | 영국 독립당              | 6,040  | 17.4   | +15.0 |       |
| 2015년 총선 투표수: 34,684 (53.3%) (-0.2) |           | 노동당 유지 과반 득표: 5,129 (14.8%) +5.6             | 앤 홀텀       | 자유민주당               | 965    | 2.8    | -13.4 |       |
| 2015년 총선 투표수: 34,684 (53.3%) (-0.2) |           | 노동당 유지 과반 득표: 5,129 (14.8%) +5.6             | 조 벨처       | 녹색당                   | 948    | 2.7    | 신인  |       |
| 2015년 총선 투표수: 34,684 (53.3%) (-0.2) |           | 노동당 유지 과반 득표: 5,129 (14.8%) +5.6             | 테드 우들리   | 노동조합원 사회주의 연합 | 212    | 0.6    | 신인  |       |

## 같이 보기
- 버밍엄의 영국 의회 선거구

### 참조주
1. ↑  “Birmingham, Erdington: Usual Resident Population, 2011”. 《Neighbourhood Statistics》. Office for National Statistics. 2015년 5월 10일에 원본 문서에서 보존된 문서. 2015년 1월 30일에 확인함.
2. ↑  “Electorate Figures – Boundary Commission for England”. 《2011 Electorate Figures》. Boundary Commission for England. 2011년 3월 4일. 2010년 11월 6일에 원본 문서에서 보존된 문서. 2011년 3월 13일에 확인함.
3. ↑  “Local statistics - Office for National Statistics”. 《neighbourhood.statistics.gov.uk》. 2003년 2월 11일에 원본 문서에서 보존된 문서. 2021년 12월 30일에 확인함.
4. ↑  “OS Maps – online and App mapping system – Ordnance Survey Shop”. 《getamap.ordnancesurvey.co.uk》. 2013년 11월 29일에 원본 문서에서 보존된 문서. 2021년 12월 30일에 확인함.
5. 1 2  레이그 레이먼트의 연도별 국회의원 목록 (Leigh Rayment's Historical List of MPs) –  'N'로 시작하는 선거구 - part 2
6. ↑  “Birmingham Erdington Parliamentary constituency”. BBC News. 2019년 11월 30일에 확인함.
7. ↑  “Statement of Persons Nominated and notice of poll”. 《Birmingham City Council》. 2019년 2월 8일에 원본 문서에서 보존된 문서. 2017년 5월 11일에 확인함.
8. ↑  “Birmingham Erdington results”. BBC News. 2017년 6월 9일에 확인함.
9. ↑  “Election Data 2015”. Electoral Calculus. 2015년 10월 17일에 원본 문서에서 보존된 문서. 2015년 10월 17일에 확인함.